# Макдональд, Нил
Нил Раймонд Макдональд (англ. Neil Raymond McDonald; родился 2 ноября 1965 года в Уолсенде, Великобритания) — английский футболист и футбольный тренер.

## Биография
Воспитанник клуба «Карлайл Юнайтед». На высшем уровне выступал за «Ньюкасл Юнайтед» и «Эвертон». В составе ливерпульской команды Макдональд доходил до финала Кубка Англии. Некоторое время защитник вызывался в расположение молодёжной сборной Англии, за которую он провел пять матчей.
Завершив карьеру игрока Нил Макдональд перешёл на тренерскую работу. Получив лицензию «Pro», он возглавил родной «Карлайл Юнайтед». Позднее англичанин работал в Швеции с «Эстерсундом».
Долгое время Макдональд работал помощником у Сэма Эллардайса в «Блэкберн Роверсе» и «Вест Хэме». В 2009 году во время операции на сердце у «Большого Сэма», Макдональд исполнял обязанности главного тренера «Блэкберна» в четырёх матчах.
Затем специалист самостоятельно руководил «Блэкпулом» и ирландским с «Лимериком», а также входил в тренерский штаб «Халл Сити». В мае 2018 года Нил Макдональд был назначен на должность ассистента наставника в клубе «Суиндон Таун».
В мае 2021 года Макдональд стал ассистентом Мэттью Тейлора в «Уолсолле». Ранее тренеры работали вместе в «Суиндон Тауне». 9 февраля после отставки Тейлора Макдональд стал исполнять обязанности наставника "шорников". Под его руководством они провели матч против «Транмир Роверс», в котором добились минимальной победы (1:0), прервав свою семиматчевую серию из поражений. 15 февраля специалист покинул «Уолсолл» после того, как на пост наставника был назначен Майкл Флинн. До конца сезона Макдональд трудился в штабе клуба низшей лиги «Барроу».

## Достижения
- Финалист Кубка Англии: 1989